# Шиляев, Фёдор Фёдорович
Фёдор Фёдорович Шиляев (1900—1969) — старшина, командир сапёрного взвода, 22-го отдельного штурмового инженерно-сапёрного батальона 5-й штурмовой инженерно-сапёрной бригады РГК,  Герой Советского Союза (1944).

## Биография
Родился в городе Верхотурье Пермской губернии (сейчас в Свердловской области).
Участвовал в гражданской войне, боях с колчаковцами.
С 1939 года проживал с семьёй в Алма-Ате, работал на республиканской турбазе. Беспартийный.
С начала Великой Отечественной войны — на фронте. В июне 1944 года проявил героизм при форсировании Западной Двины. Взвод Шиляева под огнём противника построил плот, первым переправился на противоположный берег и перешёл в атаку. Оттеснив противника от берега, воины захватили плацдарм, окопались и прикрыли огнём переправу советских войск.
В сентябре 1944 года Шиляев был тяжело ранен. После демобилизации жил в Караганде.
Скончался 16 ноября 1969 года. Похоронен на Старом Михайловском кладбище Караганды.